# Nizi Project
《Nizi Project》(니지 프로젝트, ニジプロジェクト), 프로듀스 101 레인보우(Nizi 101プロデュース)라고도는 대한민국 소속사 JYP 엔터테인먼트와 소니 뮤직 재팬의 공동 걸 그룹 프로젝트이다. 2020년 1월 31일 밤 12시부터 Hulu를 통해서 오디션 과정과 합숙 트레이닝 모습이 독점 공개되며, 2020년 4월부터는 2019년 12월말부터 반년간의 한국 합숙 트레이닝과 최종 심사, 걸 그룹 탄생의 궤적을 방영할 예정이다. 닛폰 TV 계열에서는 《スッキリ / 슷키리》를 특집 기획으로 정기적으로 방영한다. 프로그램의 제목은 멤버 각각의 색(개성)이 겹쳐서 아름다운 빛을 내는 ‘무지개’(일본어: 虹 니지[*])와 같은 존재를 발굴 및 육성하겠다는 박진영에 의해서 명명됐다. 프로듀스101과 비슷한 방송이다.

## 개요
2019년 2월 7일, 소니 뮤직 재팬과 JYP 엔터테인먼트가 공동으로 기획하는 ‘Niji Project’의 기자 회견이 행해졌다. 3월 28일에는 티저 영상을 공개했으며 29일에는 오디션 일정이 담겨져 있는 티저 영상을 공개했다.  7월 13일부터 8월 4일 사이에는 일본의 8개 도시에서, 8월 8일에는 하와이, 8월 11일에는 로스앤젤레스에서 오디션이 행해졌다. 응모자는 1만 명을 넘었다. 3차 심사에서는 종합 프로듀서인 박진영이 직접 심사하며 합격자를 선발한다. 합격자는 일본 도쿄에서 4박 5일 합숙 트레이닝을 하고 그 중에서 데뷔를 위한 멤버를 선발한다. 그 후, 한국 JYP 트레이닝 센터에서 6개월간 데뷔를 향한 연습을 하고 최종 데뷔 멤버를 선발한다. 최종 데뷔 멤버는 글로벌 걸 그룹 니쥬(NiziU)로 2020년 11월에 데뷔하게 된다.

## 방영 일정
| 화수  | 업로드 날짜 | 내용                               |
| ----- | ----------- | ---------------------------------- |
| 제1화 | 1월 31일    | 예선 오디션 모습                   |
| 제2화 | 1월 31일    | 예선 오디션 모습                   |
| 제3화 | 2월 7일     | 예선 오디션 모습                   |
| 제3화 | 2월 7일     | 합숙 트레이닝 (댄스 등급 테스트)   |
| 제4화 | 2월 14일    |                                    |
| 제5화 | 2월 21일    |                                    |
| 제5화 | 2월 21일    | 합숙 트레이닝 (보컬 등급 테스트)   |
| 제6화 | 2월 28일    |                                    |
| 제7화 | 3월 6일     | 합숙 트레이닝 (스타성 등급 테스트) |

## 출연자
- 프로듀서 : 박진영
- 심사위원 : JYP 트레이닝 센터 댄스 팀
- 특별 심사위원 : 트와이스 (모모&사나), 2PM 우영
- 파이널 MC : 트와이스 (사나)

## 참가자
| 연습생          | 연습생         | 연습생   | 연습생     | 연습생               | 연습생           | 연습생     | 연습생                                                                                               | 연습생 |
| 이름            | 원어           | 출생년도 | 국적       | 출신지               | 소속사           | 최종 결과  | 비고                                                                                                 |        |
| --------------- | -------------- | -------- | ---------- | -------------------- | ---------------- | ---------- | --- | ------ |
| 야마구치 마코   | 山口真子       | 2001년   | 일본       | 후쿠오카현 야메시    | JYP 엔터테인먼트 | NiziU 데뷔 | JYP 연습생 기간은 2년 7개월.                                                                         |        |
| 스즈노 미이히   | 鈴野未光       | 2004년   | 일본       | 교토부               | JYP 엔터테인먼트 | NiziU 데뷔 | JYP 연습생 기간은 7개월. 트와이스 콘서트장에서 스카우트를 받았다.                                    |        |
| 카츠무라 마야   | 勝村摩耶       | 2002년   | 일본       | 이시카와현 하쿠산시  |                  | NiziU 데뷔 | 전 YGJ (YG 재팬) 연습생 출신으로 기간은 1년.                                                         |        |
| 요코이 리마     | 横井里茉       | 2004년   | 일본       | 도쿄도               | JYP 엔터테인먼트 | NiziU 데뷔 | JYP 연습생 7개월. 아버지 유명 래퍼 Zeebra, 어머니 모델 나카바야시 미와, 과거에 영미권 국제학교 재학  |        |
| 오오에 리쿠     | 大江梨久       | 2002년   | 일본       | 교토부               |                  | NiziU 데뷔 | 가라데 7년                                                                                           |        |
| 유나            | Yuna           | 2004년   | 일본, 한국 | 대한민국 서울특별시  | JYP 엔터테인먼트 | 탈락       | 한국명 안유나, 한일 혼혈, 한국 아역 모델 출신, JYP 연습생 2년 8개월                                  |        |
| 힐먼 니나       | Hillman Nina   | 2005년   | 일본, 미국 | 미국 워싱턴주 시애틀 |                  | NiziU 데뷔 | 아버지는 백인, 어머니는 일본인으로 혼혈이다. 미국 출신으로 2017년부터 일본에 거주함                  |        |
| 히라이 모모카   | 平井桃伽       | 2004년   | 일본       | 후쿠오카현           |                  | 탈락       | 최하위 순위를 2번 기록하여 파트 2의 8화에서 규칙대로 탈락함                                          |        |
| 하나바시 리오   | 花橋梨緒       | 2002년   | 일본       | 아이치현 나고야시    |                  | NiziU 데뷔 | EXPG 스튜디오 나고야에 소속하고 있었다.                                                              |        |
| 이노우에 아카리 | 井上あかり     | 2004년   | 일본       | 사이타마현           |                  | 탈락       | |        |
| 이케마츠 리리아 | 池松里梨愛     | 2002년   | 일본       | 후쿠오카현           |                  | 탈락       | 남녀 혼성 유닛 ‘a-X's’의 멤버.                                                                       |        |
| 오고 마유카     | 小合麻由佳     | 2003년   | 일본       | 교토부 교타나베시    |                  | NiziU 데뷔 | |        |
| 아라이 아야카   | 新井彩花       | 2003년   | 일본       | 도쿄도               |                  | NiziU 데뷔 | |        |
| 오자키 스즈     | 尾崎すず       | 2001년   | 일본       |                      |                  | 자진 하차  | 파트2 참가 및 한국행 결정된 후에 레벨 차와 진로에 대한 고민을 하다가 일반인으로 살기 위해 자진 하차. |        |
| 타니카와 히나   | 谷川陽菜       | 2001년   | 일본       | 도쿄도               |                  | 탈락       | 전 ‘TDP DASH!!’ 멤버. 연구생으로 5년간 활동.                                                         |        |
| 타카야 후나     | 高谷楓菜       |          | 일본       |                      |                  | 탈락       | |        |
| 이토 레이       | 伊藤玲         |          | 일본       |                      |                  | 탈락       | |        |
| 사쿠라이 미우   | 桜井美羽       |          | 일본       |                      |                  | 탈락       | |        |
| 타니야 쿄카     | 谷屋杏香       | 1997년   | 일본       |                      |                  | 탈락       | |        |
| 오구리 카코     | 小栗かこ       | 1998년   | 일본       | 아이치현 나고야시    |                  | 탈락       | 전 ‘GEM’의 멤버                                                                                      |        |
| 키시다 리리카   | 岸田莉里花     | 2003년   | 일본       |                      |                  | 탈락       | |        |
| 마루타니 아야네 | 丸谷彩音       | 2004년   | 일본       |                      |                  | 탈락       | |        |
| 야마시로 모에노 | 山城萌野       | 2003년   | 일본       | 오키나와현           |                  | 탈락       | |        |
| 플런켓 메이     | プランケット明 |          | 일본, 미국 | 미국                 |                  | 탈락       | 영국계 성씨, 일본식 이름, 미국 거주, 이국적 외모로 인해 미국인과 일본인의 혼혈로 추정됨              |        |
| 사토 아나       | 佐藤愛夏       | 2003년   | 일본       | 미국 거주            |                  | 자진 하차  | 무릎통증으로 파트 1 쇼케이스 준비 중 자진 하차함                                                     |        |
| 하나다 에리나   | 花田恵理奈     |          | 일본       |                      |                  | 탈락       | |        |

## 심사 방법
오디션을 통과한 합격자에게는 무지개 팬던트를 건네준다. 이 팬던트에는 네 개의 큐브가 들어가게 되어 있다.
- 춤 (옐로 큐브)
- 보컬 (그린 큐브)
- 스타성 (레드 큐브)
- 인품 (블루 큐브) - JYP 스태프에 의한 관찰, 참가자들끼리의 우정 투표

이 네 개의 큐브를 손에 넣을 수 있는 연습생이 데뷔를 위한 멤버가 된다.
댄스 등급 평가
평가 기준(성장 가능성, 춤의 소실, 개인의 연습 정도)을 토대로 종합적으로 평가한다.

## 심사 및 과제에서 사용된 노래
| 화수         | 멤버            | 노래 | 장소         | 결과      |
| ------------ | --------------- | --- | ------------ | --------- |
| 제1화        | 하나다 에리나   | 댄스: 〈Candy Pop〉(트와이스)                                                                             | 나고아       | 합격      |
| 제1화        | 하나바시 리오   | 댄스: 〈星屑ビーナス / 별무리 비너스〉(Aimer)                                                             | 나고아       | 합격      |
| 제1화        | 힐먼 니나       | 보컬: 〈Brand New Day〉(야스다 레이) 댄스:〈What is Love? -Japanese ver.-〉(트와이스)                     | 센다이       | 합격      |
| 제1화        | 마루타니 아야네 | 댄스: 〈어머님이 누구니 (Feat. 제시)〉(박진영)                                                            | 오사카       | 합격      |
| 제1화        | 키시다 리리카   | 댄스: 〈어머님이 누구니 (Feat. 제시)〉(박진영)                                                            | 오사카       | 보류→합격 |
| 제1화        | 이노우에 아카리 | 보컬: 〈Brand New Day〉(야스다 레이) 댄스: 〈BDZ〉(트와이스)                                              | 도쿄         | 합격      |
| 제2화        | 이케마츠 리리아 | 보컬:〈やさしさで溢れるように / 상냥함으로 넘칠 수 있게〉(JUJU) 댄스: 〈Candy Pop〉(트와이스)             | 후쿠오카     | 보류→합력 |
| 제2화        | 오자키 스즈     | 보컬: 〈BDZ〉(트와이스) 댄스: 〈24시간이 모자라〉(선미)                                                   | 삿포로       | 합격      |
| 제2화        | 타니카와 히나   | 보컬&댄스: 〈Bad Girl Good Girl〉(미쓰에이)                                                               | 도쿄         | 보류→합격 |
| 제2화        | 스즈노 미히     | 보컬: 〈Precious〉(이토 유나)                                                                             | 도쿄         | 합격      |
| 제2화        | 요코이 리마     | 보컬: 〈Irony〉(원더걸스) 〈Bad Girl Good Girl〉(미쓰에이)                                                | 도쿄         | 합격      |
| 제3화        | 야마시로 모에노 | 보컬: 〈やさしさで溢れるように / 상냥함으로 넘칠 수 있게〉(JUJU) 〈어머님이 누구니 (Feat. 제시)〉(박진영) | 오키나와     | 합격      |
| 제3화        | 야마구치 마코   | 보컬: 〈フリージア / 프리지어〉(Uru) 댄스: 〈너뿐이야 (You're the one)〉(박진영)                          | 도쿄         | 합격      |
| 제3화        | 플런켓 메이     | 댄스: 〈Bad Girl Good Girl〉(미쓰에이)                                                                    | 로스앤젤레스 | 합격      |
| 제3화        | 사토 아나       | 댄스: 〈What is Love?〉(트와이스)                                                                         | 로스앤젤레스 | 합격      |
| 제4화 (일부) | 안유나          | 댄스: 〈Irony〉(원더걸스)                                                                                 | 도쿄         | 합격      |
| 제4화 (일부) | 아라이 아야카   | 댄스: 〈Bad Girl Good Girl〉(미쓰에이)                                                                    | 도쿄         | 합격      |
| 제5화 (일부) | 히라이 모모카   | 보컬: 〈Be My Baby〉(원더걸스) 댄스:〈Good-bye Baby〉(미쓰에이)                                           | 후쿠오카     | 합격      |
| 제5화 (일부) | 사쿠라이 미우   | 보컬: 〈Good-bye Baby〉(미쓰에이)                                                                         | 나고야       | 합격      |
| 제6화 (일부) | 오에 리쿠       | 보컬: 〈星屑ビーナス / 별무리 비너스〉(Aimer)                                                             | 오사카       | 합격      |

| 화수       | 멤버            | 노래                                   |
| ---------- | --------------- | -------------------------------------- |
| 제3화      | 카츠무라 마야   | 〈달라달라 (DALLA DALLA)〉(ITZY)       |
| 제3화      | 스즈노 미히     | 〈CHEER UP -Japanese ver.-〉(트와이스) |
| 제4화      | 안유나          | 〈LIKEY -Japanese ver.-〉(트와이스)    |
| 제4화      | 아라이 아야카   | 〈달라달라 (DALLA DALLA)〉(ITZY)       |
| 제4화      | 이케마츠 리리아 | 〈달라달라 (DALLA DALLA)〉(ITZY)       |
| 제4화      | 하나바시 리오   | 〈Summertime〉                         |
| 제4화      | 하나다 에리나   | 〈달라달라 (DALLA DALLA)〉(ITZY)       |
| 제4화      | 오구리 카코     | 〈CHEER UP -Japanese ver.-〉(트와이스) |
| 제4화      | 이노우에 아카리 | 〈달라달라 (DALLA DALLA)〉(ITZY)       |
| 제4화      | 야마구치 마코   | 〈I'll be back -Japanese ver.-〉(2PM)  |
| 제5화      | 키시다 리리카   | 〈CHEER UP -Japanese ver.-〉(트와이스) |
| 제5화      | 힐먼 니나       | 〈달라달라 (DALLA DALLA)〉(ITZY)       |
| EP5 (일부) | 요코이 리마     | 〈FANCY -Japanese ver.-〉(트와이스)    |
| EP5 (일부) | 오에 리쿠       | 〈FANCY -Japanese ver.-〉(트와이스)    |
| EP5 (일부) | 야마시로 모에노 | 〈雪の華 / 눈의 꽃〉(나카시마 미카)    |
| EP5 (일부) | 히라이 모모카   | 〈FANCY -Japanese ver.-〉(트와이스)    |
| EP5 (일부) | 타카야 후나     | 〈FANCY -Japanese ver.-〉(트와이스)    |
| EP5 (일부) | 오고 마유카     | 〈달라달라 (DALLA DALLA)〉(ITZY)       |
| EP5 (일부) | 사쿠라이 미우   | 〈LIKEY -Japanese ver.-〉(트와이스)    |

| 화수  | 멤버          | 노래                                                            |
| ----- | ------------- | --------------------------------------------------------------- |
| 제5화 | 히라이 모모카 | 〈이 노랠 듣고 돌아와〉(2PM)                                    |
| 제5화 | 사쿠라이 미우 | 〈コネクト / 커넥트〉(ClariS)                                   |
| 제5화 | 스즈노 미히   | 〈雪の華 / 눈의 꽃〉(나카시마 미카)                             |
| 제6화 | 오에 리쿠     | 〈雪の華 / 눈의 꽃〉(나카시마 미카)                             |
| 제6화 | 요코이 리마   | 〈달라달라 (DALLA DALLA)〉(ITZY) ※자작 랩파트를 포함해서 선보임 |
| 제6화 | 힐먼 니나     | .〈I'll be back -Japanese ver.-〉(2PM)                          |
| 제6화 | 안유나        | 〈LIKEY -Japanese ver.-〉(트와이스)                             |
| 제6화 | 야마구치 마코 | 〈雪の華 / 눈의 꽃〉(나카시마 미카)                             |
| 제6화 | 카츠무라 마야 | 〈A -Japanese ver.-〉(GOT7)                                     |
| 제6화 | 하나바시 리오 | 〈雪の華 / 눈의 꽃〉(나카시마 미카)                             |
| 제6화 | 아라이 아야카 | 〈One More Time〉(트와이스)                                     |
| 제6화 | 오고 마유카   |                                                                 |
| 제6화 | 키시다 리리카 | 〈One More Time〉(트와이스)                                     |

## 심사 및 과제 결과

### 큐브 획득 상황
| -         | 획득 멤버 |
| --------- | --- |
| 댄스 큐브 | 야마구치 마코, 스즈노 미히, 이케마츠 리리아 추가 (오자키 스즈, 오에 리쿠, 요코이 리마, 안유나, 하나바시 리오, 이노우에 아카리, 이토 레이, 카츠무라 마야, 야마시로 모에노, 플런켓 메이, 히라이 모모카, 아라이 아야카) |
| 보컬 큐브 | 야마구치 마코, 힐먼 니나, 스즈노 미히이, 오에 리쿠, 오자키 스즈, 이케마츠 리리아, 사쿠라이 미우 추가 (요코이 리마, 안유나, 이노우에 아카리, 히라이 모모카, 카츠무라 마야, 하나바시 리오)                             |

### 등급 평가
- 큐브 획득자는 연녹색, 큐브 추가 획득자는 노란색

| 순위 | 댄스            | 보컬            |
| ---- | --------------- | --------------- |
| 1위  | 야마구치 마코   | 야마구치 마코   |
| 2위  | 스즈노 미이히   | 힐먼 니나       |
| 3위  | 이케마츠 리리아 | 스즈노 미이히   |
| 4위  | 키시다 리리카   | 오에 리쿠       |
| 5위  | 오자키 스즈     | 오자키 스즈     |
| 6위  | 오에 리쿠       | 이케마츠 리리아 |
| 7위  | 요코이 리마     | 요코이 리마     |
| 8위  | 안유나          | 안유나          |
| 9위  | 하나바시 리오   | 이노우에 아카리 |
| 10위 | 이노우에 아카리 | 사쿠라이 미우   |
| 11위 | 이토 레이       | 히라이 모모카   |
| 12위 | 카츠무라 마야   | 카츠무라 마야   |
| 13위 | 야마시로 모에노 | 하나바시 리오   |
| 14위 | 플런켓 메이     | 플런켓 메이     |
| 15위 | 히라이 모모카   | 타니카와 히나   |
| 16위 | 아라이 아야카   | 타카야 후나     |
| 17위 | 사쿠라이 미우   | 이토 레이       |
| 18위 | 타니야 쿄카     | 아라이 아야카   |
| 19위 | 타카야 후나     | 타니야 쿄카     |
| 20위 | 오구리 카코     | 오구리 카코     |
| 21위 | 오고 마유카     | 키시다 리리카   |
| 22위 | 타니카와 히나   | 마루타니 아야네 |
| 23위 | 마루타니 아야네 | 야마시로 모에노 |
| 24위 | 힐먼 니나       | 오고 마유카     |
| 25위 | 하나다 에리나   | 사토 아나       |
| 26위 | 사토 아나       | 하나다 에리나   |

### 내용주
1. ↑  7월 13일에는 나고야, 7월 14일부터 16일까지는 오사카, 19일은 히로시마, 20일은 후쿠오카, 21일은 오키나와, 27일부터 31일까지는 도쿄

### 참조주
1. ↑  リアルサウンド編集部 (2020년 1월 20일). “ソニーミュージック×JYPによる『Nizi Project』、オーディション番組をHuluで独占配信　日本テレビでも放送に” [소니 뮤직 재팬×JYP에 의한 “Niji Project”, 오디션 방송을 Hulu에서 독점 공개, 닛폰 TV에서도 방송으로]. 《Real Sound》 (일본어). 2020년 1월 28일에 확인함.[깨진 링크(과거 내용 찾기)]
2. ↑  “TWICEモモ＆サナ「Nizi Project」東京合宿の特別審査員に　JYP×ソニーミュージック、日本発ガールズグループを発掘” [트와이스의 모모＆사나 ‘Nizi Project’ 도쿄 합숙의 특별 심사원으로 JYP×소니 뮤직, 일본 걸그룹을 발굴] (일본어). niftyニュース. 2020년 2월 13일에 원본 문서에서 보존된 문서. 2020년 1월 31일에 확인함.
3. ↑  타나카 히사카츠 (2019년 2월 23일). “パク･ジニョン氏が語る、ソニーミュージック×JYPが手がける最強ガールズグループに求めるもの＜前編” [박진영씨가 말하는, 소니 뮤직 재팬×JYP의 손을 거치는 최강 걸 그룹에게 요구하는 것 ‘Nizi Project’란?]. 《Yahoo!ニュース》 (일본어). 2020년 1월 28일에 원본 문서에서 보존된 문서. 2020년 1월 28일에 확인함.
4. 1 2  《JYP×Sony Music 「Nizi Project」 Global Audition Teaser Movie #2》. 《jypentertainment》 (유튜브). 2019년 4월 22일. 2020년 1월 28일에 확인함.

## 동일 소재 프로그램
- PRODUCE 48 - CJ ENM의 걸 그룹 아이즈원를 결성시킨 프로그램
- SIXTEEN - JYP 엔터테인먼트의 걸 그룹 트와이스를 결성시킨 프로그램